# NSG 'Wusterhang' und 'Beierwies' bei Fechingen
NSG 'Wusterhang' und 'Beierwies' bei Fechingen este o arie protejată (arie specială de conservare — SAC, sit de importanță comunitară — SCI) din Germania întinsă pe o suprafață de 8 ha, integral pe uscat.

## Localizare
Centrul sitului NSG 'Wusterhang' und 'Beierwies' bei Fechingen este situat la coordonatele 49°12′43″N 7°05′24″E / 49.2119°N 7.09°E.

## Înființare
Situl NSG 'Wusterhang' und 'Beierwies' bei Fechingen a fost declarat sit de importanță comunitară în octombrie 2000 pentru a proteja 1 specie de animale. Situl a fost protejat și ca arie specială de conservare în ianuarie 2016.

## Biodiversitate
Situată în ecoregiunea continentală, aria protejată conține 5 habitate naturale: Pajiști cu Molinia pe soluri calcaroase, turboase sau argilos-nămoloase (Molinion caeruleae), Fânețe de joasă altitudine (Alopecurus pratensis, Sanguisorba officinalis), Păduri de fag Asperulo-Fagetum, Păduri de fag din Europa Centrală dezvoltate pe sol calcaros cu Cephalanthero-Fagion, Păduri pe pante, grohotișuri și ravene de Tilio-Acerion.
La baza desemnării sitului se află o specie protejată de  nevertebrate: fluturele purpuriu (Lycaena dispar).
Pe lângă speciile protejate, pe teritoriul sitului au mai fost identificate 18 specii de plante, 2 specii de nevertebrate.